# بیل تونگ
بیل تونگ (انگلیسی: Bill Tung؛ ۳۰ مارس ۱۹۳۳ – ۲۲ فوریهٔ ۲۰۰۶) بازیگر اهل هنگ کنگ بود.
از فیلم‌ها یا برنامه‌های تلویزیونی که وی در آن نقش داشته‌است، می‌توان به داستان پلیس، داستان پلیس ۲، داستان پلیسی ۳، استاد مست ۲، بازرسان دامن‌پوش و معجزه اشاره کرد.